# Plecostachys
Plecostachys är ett släkte av korgblommiga växter. Plecostachys ingår i familjen korgblommiga växter.
Kladogram enligt Catalogue of Life:
| Plecostachys | \| \| Plecostachys polifolia \| \| \| \| \| \| Plecostachys serpyllifolia \| \| \| \| |
|              | \| \| Plecostachys polifolia \| \| \| \| \| \| Plecostachys serpyllifolia \| \| \| \| |
|              | Plecostachys polifolia                                                                |
|              |                                                                                       |
|              | Plecostachys serpyllifolia                                                            |
|              |                                                                                       |